# Muzeum Etnograficzne we Włocławku
Muzeum Etnograficzne we Włocławku – oddział Muzeum Ziemi Kujawskiej i Dobrzyńskiej we Włocławku.

## Lokalizacja
Muzeum Etnograficzne mieści się w kompleksie budynków z zabytkowym spichlerzem przy Bulwarach Marszałka J. Piłsudskiego 6 we Włocławku.

## Historia

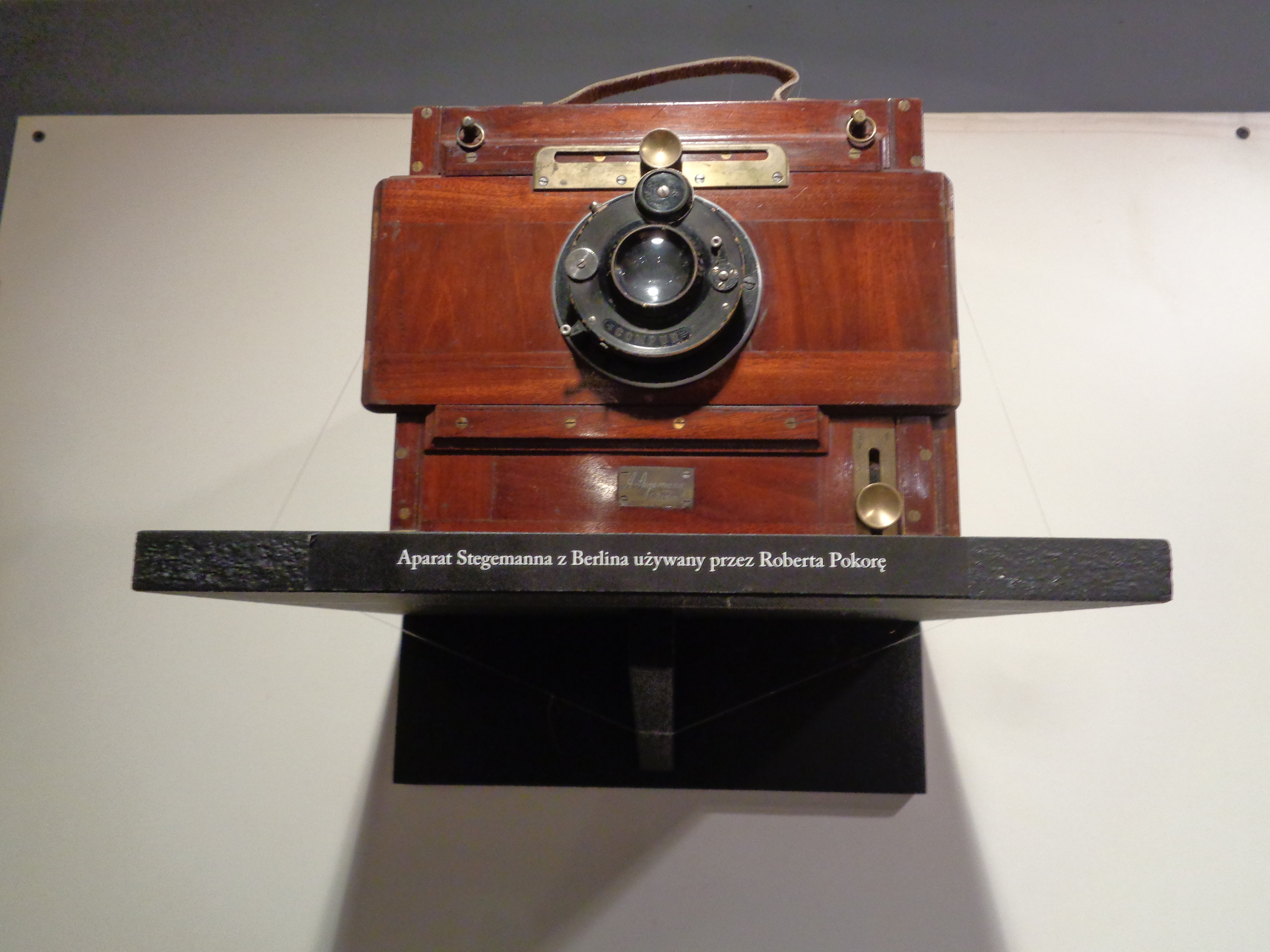
Wystawa "Fotografie od szewca. Roberta Pokory świat na szklanych negatywach"

Zabytkowy spichrz należący do muzeum został wzniesiony w połowie XIX wieku, przed 1848 (wg projektu Franciszka Turnelle’a – ówczesnego architekta miejskiego Włocławka). Do jego szczytu dobudowano w latach 1980-1985 nową część, która nawiązujące architektonicznie do jego bryły. Urządzono w niej salę wystaw czasowych, salę audiowizualną oraz bibliotekę, pracownie i pomieszczenia biurowe.  
10 października 1986 roku nastąpiło uroczyste otwarcie muzeum, udostępniono dla zwiedzających wystawę stałą „Kultura ludowa Kujaw i ziemi dobrzyńskiej. Wybrane zagadnienia” oraz wystawę czasową „Współczesna sztuka ludowa Kujaw i ziemi dobrzyńskiej”. W 1987 muzeum otrzymało nagrodę II stopnia w konkursie „Wydarzenie muzealne roku 1986” za udostępnienie gmachu i wystawę stałą, natomiast w 1988 zostało nagrodzone za wystawę pokonkursową „Współczesny strój regionalny” w konkursie „Wydarzenie Muzealne Roku 1988”.  
Od 2011 do 2014 r. trwały prace remontowo-modernizacyjne sześciu budynków wchodzących w skład kompleksu muzeum: przeprowadzono remonty wnętrz, gruntowny remont dziedzińca a strychy i piwnice zaadaptowano do potrzeb magazynów zbiorów muzealnych i bibliotecznych. W 2015 w budynku muzeum powstała Pracownia Digitalizacji i Reprografii. 
W 2016 r. muzeum obchodziło 30-lecie swojej działalności. W ciągu tych 30 lat muzeum było organizatorem blisko 100 wystaw czasowych oraz 37 wystaw objazdowych. Zbiory muzeum powiększono o 5729 pozycji inwentarzowych, przygotowano również ponad 100 różnych imprez, które zyskały sporą popularność wśród mieszkańców Włocławka.  

## Ekspozycje
Wystawa stała:
- „Kultura ludowa Kujaw i ziemi dobrzyńskiej” – przedstawia wieś z przełomu XIX/XX wieku i ukazuje nieistniejącą już kulturę ludową.

Od 1986 są organizowane imprezy zapustne, które w 1995 przekształciły się w coroczne „Korowody Grup Zapustnych Ulicami Włocławka”. Muzeum Etnograficzne cyklicznie organizuje również spotkania „Niedziela z kustoszem”, podczas których uczestnicy mogą zwiedzać wystawy czasowe.
Od 2014 na dziedzińcu muzeum odbywa się „Włocławski targ z darami lata” – impreza o charakterze kulinarnym, promująca produkty tradycyjne, wyrabiane z lokalnych surowców.
Muzeum prowadzi również szeroką działalność edukacyjną: warsztaty całoroczne i okolicznościowe. 